# 黑澤車站 (橫手市)
黑澤站（日语：／ Kurosawa eki */?）是位於秋田縣横手市山内黑澤，屬於東日本旅客鐵道（JR東日本）北上線的車站。

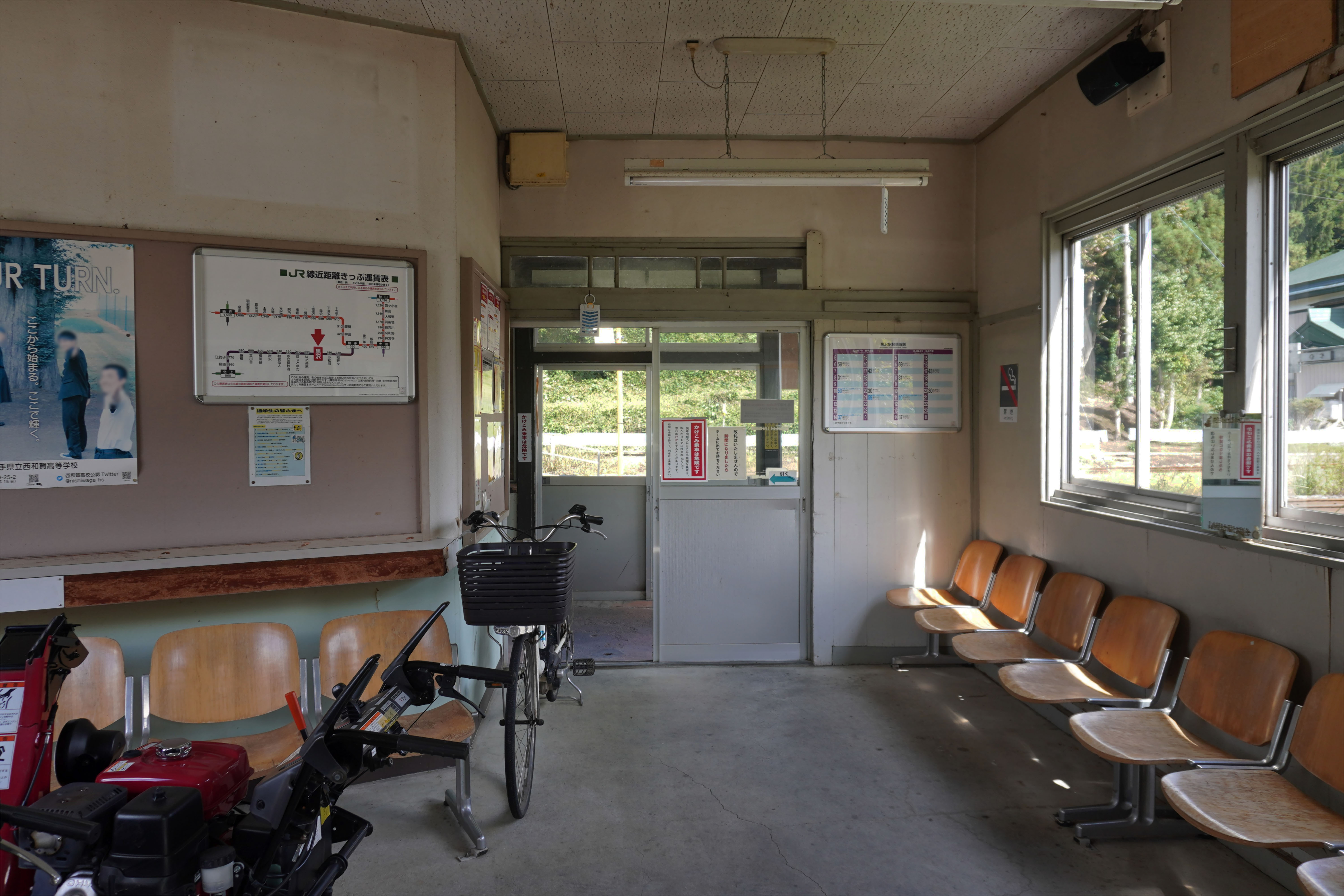
車站內部(2023年10月)

## 車站構造

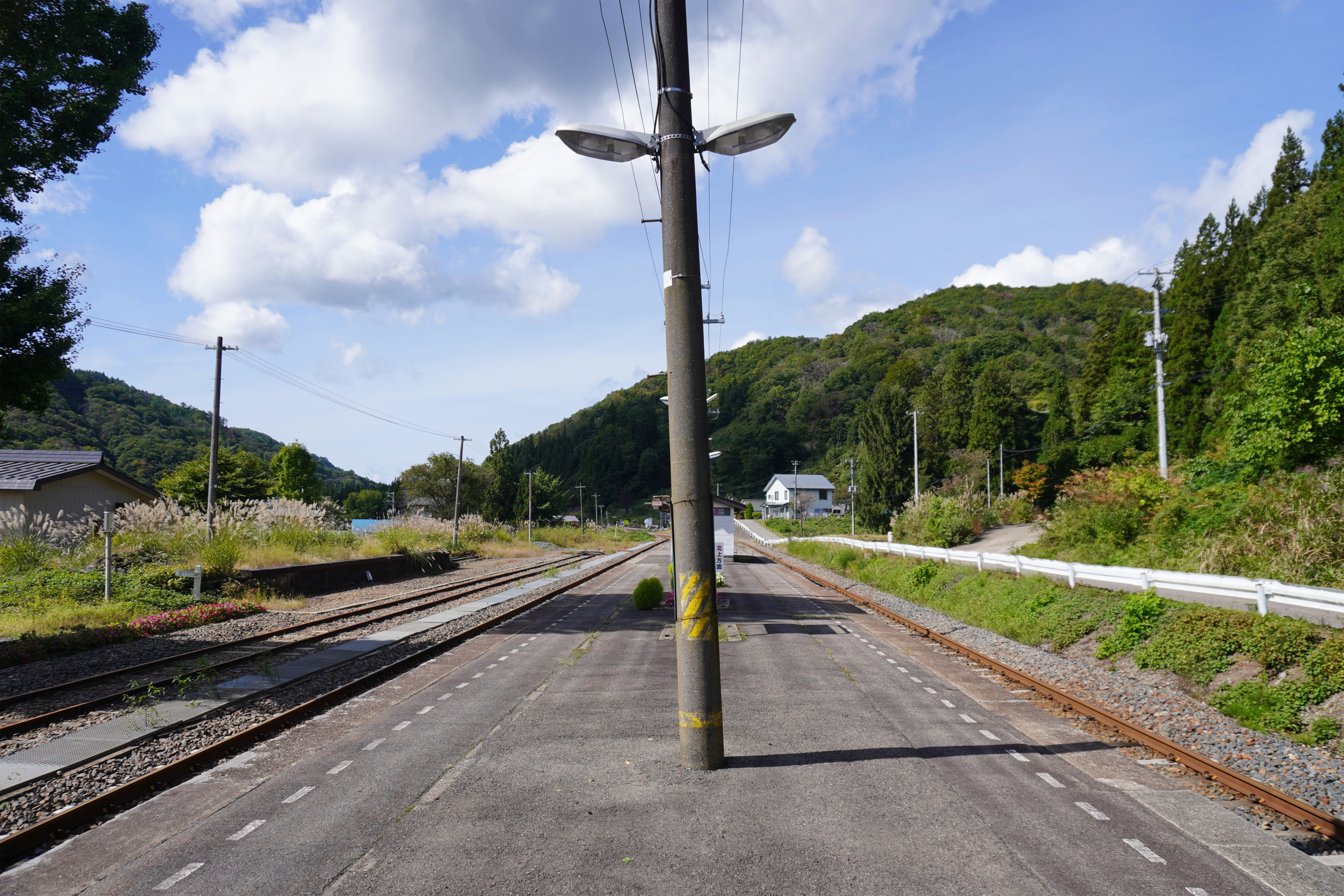
月台(2023年10月)

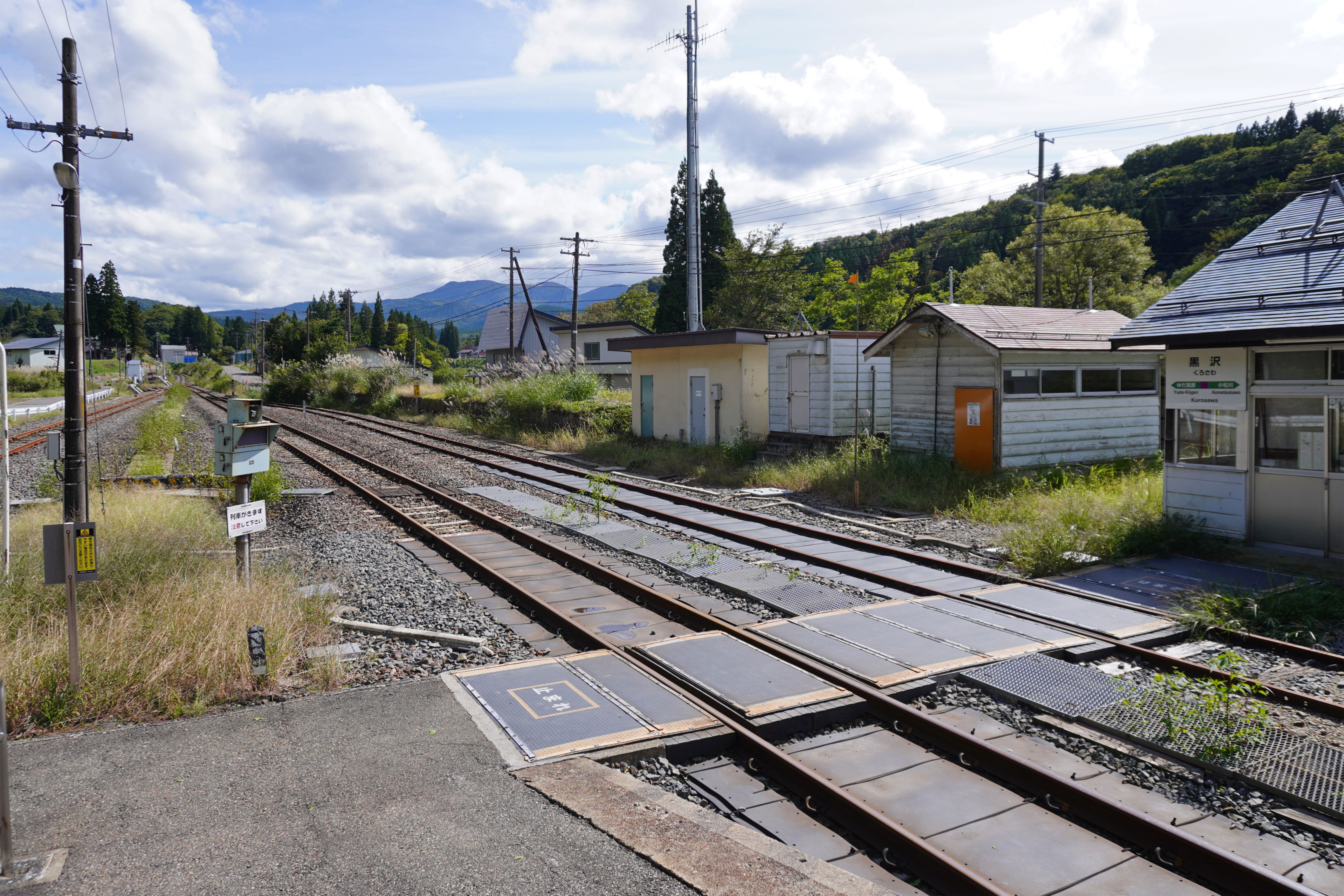
平交道(2023年10月)

本站為擁有1面2線島式月臺的地面車站，也是由橫手站管理的無人車站。在北上線仍使用路牌閉塞時設有站員，當時本站被認為是盛岡鐵道管理局内雪量最多的車站，因此只開放候車室，車站辦公室則關閉。

### 月台配置
| 月台 | 路線    | 方向 | 目的地             |
| ---- | ------- | ---- | ------------------ |
| 1    | ■北上線 | 下行 | 橫手方向           |
| 2    | ■北上線 | 上行 | 安心湯田、北上方向 |

## 車站周邊
- 秋田縣道320號南鄉黑澤停車場線
- 秋田高速公路
- 國道107號
- 鍋澤牧場

## 历史
- 1921年（大正10年）11月27日 - 設立。
- 1987年（昭和62年）4月1日 - 國鐵分割民營化後成為JR東日本轄下的車站。
- 1994年（平成6年）10月1日 - 北上線CTC化後降為無人車站。廢除黑澤站長，改由安心湯田站管理。
- 2001年（平成13年）4月1日 - 變更管轄範圍，改由秋田支社横手站管理。

## 相鄰車站
東日本旅客鐵道
■北上線
湯田－黑澤－小松川